# Alcis cioccolatina
Alcis cioccolatina là một loài bướm đêm trong họ Geometridae.